# 糸長浩司
糸長 浩司（いとなが こうじ、1951年 - ）農村計画学者。
日本大学生物資源科学部 生物環境工学科 特任教授。
工学博士、一級建築士。
NPO法人エコロジー・アーキスケープ代表。
パーマカルチャー・センター・ジャパン（神奈川県相模原市緑区牧野）代表。
『BIOCITY』総合監修者。
研究分野：都市計画・建築計画、農業土木学・農村計画学。環境建築学、都市農村計画、パーマカルチャー。 
生物環境工学科 建築・地域共生デザイン研究室で大学での教育研究活動で、長きにわたって数多くの研究者、教育者、実践者を育成。
日本国内と国外/中国/西欧でのエコロジカルと伝統文化が融合した建築・都市・農村・地域計画から低炭素社会のコミュニティデザイン、エコビレッジの研究。
日本農業工学会フェロー。
農村計画学会理事・大震災復興特別委員長。飯舘村放射能エコロジー研究会　共同世話人。
日本建築学会災害委員会委員。
国土交通省・地域振興アドバイザー、同省土地・水資源局土地利用計画法ＷＧ委員、
財団法人農村開発企画委員会専門委員、福島県飯舘村むらづくりアドバイザー、
山形県飯豊町木質バイオマス導入調査委員会委員長（2003年度）、
神奈川県生活環境税専門部会幹事（2002年度）、神奈川県西北部木質バイオマス等導入調査委員会委員長（2003年度）、
丹沢大山総合調査地域再生チームチーフなど歴任。
また20年近く飯舘村の村づくりを指導し、現在も、避難生活支援、復興支援活動を実施中。
東京都生まれ。九州大学工学部 建築学科 をへて1982年 東京工業大学大学院 修士課程修了
1986年 東京工業大学大学院 総合理工学研究科 社会開発工学専攻 博士課程修了。  
おもな著書に、『3･11後の建築・まち／われわれは明日どこに住むか』、編著、彰国社、2011年
『東北復興のまちづくり』、共著、大月書店、2011年
『地球環境時代のまちづくり』、編共著、丸善、2007年
2008年日本建築学会教育賞。
2013年農村計画学会賞（業績）。